# Not Just Another Bunch of Pretty Faces
Not Just Another Bunch of Pretty Faces es el séptimo álbum de estudio de la banda de jazz británica If. Fue publicado en mayo de 1974 a través de Capitol Records.

## Grabación y producción
Not Just Another Bunch of Pretty Faces se grabó desde octubre de 1973 hasta febrero de 1974 en 4 estudios de grabación diferentes: Sleepy Hollow, en Ithaca, Nueva York; Majestic Sound, en Londres, Inglaterra; The Sound Pit, en Atlanta, Georgia; y en Allen-Martin Studios, en Louisville, Kentucky. Una vez completas las sesiones de grabación, el álbum se mezcló en The Sound Pit. Lew Futterman produjo el álbum y John Child se desempeñó como ingeniero de audio.

## Recepción de la crítica
Un escritor no especificado de Record World escribió: “La banda inglesa emerge una vez más con sonidos de hard rock predominando y atmósferas de jazz que le dan atractivo. Las raíces valientes mantienen las composiciones y los arreglos duros y sólidos”. Un escritor no especificado de Cash Box describió Not Just Another Bunch of Pretty Faces como “uno de los LPs más provocativos del año”. Un escritor no especificado de Billboard declaró: “Todos los largos solos encajan en su lugar, especialmente el saxofón de Dick Manissey y las guitarras de Geoff Whitehore. Las armonías vocales también funcionan bien y la banda ha dado un paso importante para atraer a las masas sin sacrificar la calidad”.

## Lista de canciones
Todas las canciones escritas y compuestas por Cliff Davies, excepto donde esta anotado. 
| Lado dos |                                          |                        |                     |          |  |
| N.º      | Título                                   | Escritor(es)           | Vocalista principal | Duración |  |
| 1.       | «Winter of Your Life»                    | Geoff Whitehorn Davies | Geoff Whitehorn     | 4:59     |  |
| 2.       | «Stormy Every Weekday Blues»             |                        | Cliff Davies        | 6:07     |  |
| 3.       | «Follow That with Your Performing Seals» | Dick Morrissey         | instrumental        | 5:51     |  |

| Lado dos |                                      |                                 |                                   |          |  |
| N.º      | Título                               | Escritor(es)                    | Vocalista principal               | Duración |  |
| 1.       | «Still Alive»                        | D. Morrissey Brigitta Morrissey | Dick Morrissey                    | 4:29     |  |
| 2.       | «Borrowed Time»                      |                                 | Walt Monaghan                     | 4:30     |  |
| 3.       | «Chiswick High Road Blues»           |                                 | Cliff Davies                      | 5:17     |  |
| 4.       | «You Don't Know About Rock 'n' Roll» | Davies Whitehorn Walt Monaghan  | Geoff Whitehorn con Walt Monaghan | 4:53     |  |

## Créditos y personal
Créditos adaptados desde las notas de álbum de Not Just Another Bunch of Pretty Faces.
If
- Dick Morrissey – voces, saxofón tenor, soprano y alto, flauta
- Cliff Davies – voces, batería, conga, vibráfono
- Gabriel Magno – órgano Hammond, piano, piano eléctrico, clavecín
- Geoff Whitehorn – voces, guitarra acústica y eléctrica
- Walt Monaghan – voces, bajo eléctrico

Personal técnico
- Lew Futterman – productor
- Cliff Davies – productor asistente
- Jon Child – productor asistente, ingeniero de audio, mezclas
- Flournoy Holmes – director artístico, diseño de portada
- Paul Smith – fotografía de portada
- Tom Hill – fotografía interior